# Байкал (аеропорт)

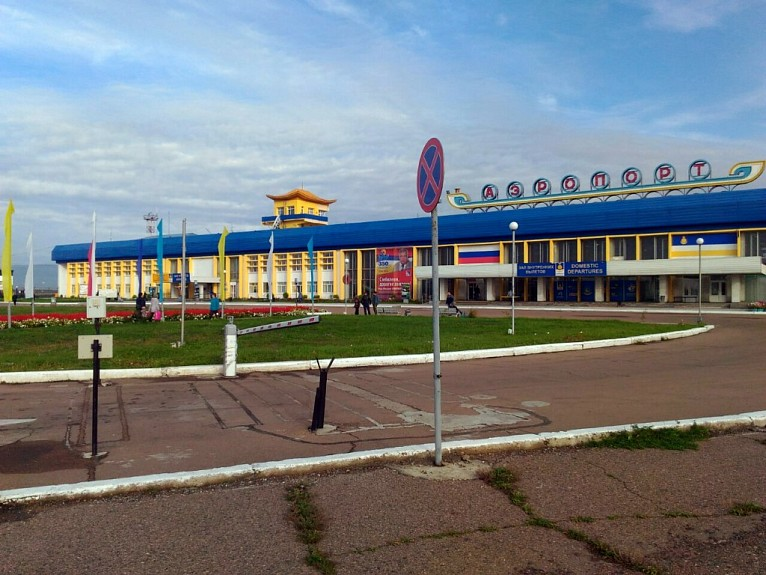
Загальний вигляд аеропорту Улан-Уде

Міжнародний аеропорт Байкал також аеропорт Улан-Уде (IATA: UUD, ICAO: UIUU) — міжнародний аеропорт, розташований за 12 км на захід від Улан-Уде, Росія. В аеропорту є один термінал, митний і прикордонний контроль.
Є хабом для:
- Angara Airlines
- Azur Air
- IrAero
- Pegas Fly

## Авіалінії та напрямки, листопад 2020
| Авіакомпанія     | Пункт призначення                                                                                                   |
| ---------------- | --- |
| Aeroflot         | Москва–Шереметьєво (з 28 березня 2021)                                                                              |
| Angara Airlines  | Чита, Красноярськ-Ємельяново, Нижньоангарськ, Новосибірськ, Таксимо, Владивосток                                    |
| Ayana            | Красноярськ-Черемшанка, Кизил, Нижньоангарськ                                                                       |
| Hunnu Air        | Улан-Батор Сезонний: Хулун-Буїр, Сіцзяо                                                                             |
| IrAero           | Благовєщенськ, Іркутськ, Хабаровськ, Красноярськ-Ємельяново, Новосибірськ, Владивосток, Сезонний чартер: Улан-Батор |
| NordStar         | Чита, Красноярськ-Ємельяново                                                                                        |
| Pegas Fly        | Сезонний чартер: Пхукет                                                                                             |
| Pobeda           | Москва-Внуково |
| S7 Airlines      | Іркутськ, Москва-Домодєдово, Новосибірськ                                                                           |
| SiLA             | Чита, Іркутськ |
| Smartavia        | Москва-Домодєдово                                                                                                   |
| Ural Airlines    | Москва-Домодєдово                                                                                                   |
| Yakutia Airlines | Хабаровськ Якутськ Сезонний: Сеул-Інчхон                                                                            |

## Статистика
| Рік  | Пасажирообіг | % Зміна |
| ---- | ------------ | ------- |
| 2010 | 167,126 ▲    |         |
| 2011 | 187,770 ▲    | +12,4   |
| 2012 | 267,502 ▲    | +42,5   |
| 2013 | 300,654 ▲    | +12,4   |
| 2014 | 312,794 ▲    | +4,04   |
| 2016 | 242,955 ▼    | −22,3   |
| 2017 | 269,700 ▲    | +11,0   |
| 2018 | 376,774 ▲    | +39,7   |
| 2019 | 478,448 ▲    | +27     |

## Ресурси Інтернету
Вікісховище має мультимедійні дані за темою: Байкал (аеропорт)
- Baikal International Airport Official website (англ.) (рос.)